# Ousmane Mané
Ousmane Mané (sinh ngày 1 tháng 10 năm 1990 ở Diourbel) là một cầu thủ bóng đá người Sénégal thi đấu cho câu lạc bộ quê nhà Diambars ở vị trí thủ môn.
Anh đại diện Sénégal tại Giải bóng đá Thế vận hội Mùa hè 2012.